# Horst Hrubesch
Horst Hrubesch (Hamm, 17 de abril de 1951) é um ex-futebolista alemão. Atualmente está no Hamburgo e na Alemanha Feminino.
Também conhecido como "Das Kopfballungeheuer" devido a sua grande habilidade, Hrubesch esteve presente nos melhores momentos na história do Hamburgo, que dedicou sua vida durante cinco temporadas.

## Carreira

### Jogador
Hrubesch iniciou sua carreira tardiamente. Apesar de ter iniciado sua vida no futebol aos oito anos de idade, no inexpressivo Pelkum, teve suas primeiras chances apenas aos vinte, no curto período que passou no Germania Hamm, passando ainda por Hammer e Westtünnen, onde chamou a atenção de outras equipes. Todas equipes amadoras, tendo desempenho satisfatório no último, foi contratado pelo Rot-Weiss Essen, quando tinha vinte e quatro anos, sendo sua primeira equipe profissional.
No tradicional Rot-Weiss Essen, permaneceu durante três temporadas. Em sua primeira temporada, disputando a Bundesliga, marcou dezoito vezes durante o campeonato. Na temporada seguinte, marcou duas vezes a mais, mas não conseguiu evitar o rebaixamento de sua equipe. Em sua terceira e última temporada no Essen, disputando a 2. Bundesliga, marcou impressionantes quarenta e dois tentos em trinta e cinco partidas. O segundo melhor colocado na artilharia, Friedhelm Funkel, marcou dezessete gols a menos.
Com o grande desempenho na última temporada, sendo responsável por mais de cinquenta por cento dos gols de sua equipe, recebeu uma proposta do Hamburgo, sendo aceita. No Hamburgo, viveu ótima parceria com o ídolo Manfred Kaltz, responsável pelos passes para seus gols. Esteve presente nos melhores anos da história do clube, sendo titular e capitão na segunda decisão do clube na Copa dos Campeões da UEFA, além de ter participado na primeira, sendo campeão na segunda oportunidade, vencendo pelo placar mínimo a poderosa Juventus, que contava com grandes nomes do futebol na época, como Michel Platini e Paolo Rossi.
Em sua penúltima temporada no Hamburgo, foi artilheiro da primeira divisão com vinte e oito gols. Seu número de gols na edição, apesar de não ser a maior, foi superada apenas vinte e dois anos depois. Após seu período de sucesso no clube, quando já tinha trinta e dois anos, se transferiu para o futebol belga, indo defender o grande clube local, o Standard de Liège. Foram apenas duas temporas, e sem grande destaque como nos seus últimos dois clubes, por isso, acabou retornando à Alemanha, para defender por apenas uma temporada o Borussia Dortmund.
Hrubesch também defendeu durante dois anos a Alemanha Ocidental, participando de duas competições. Esteve presente na  Eurocopa 1980, onde ficou com o título quando marcou os dois tentos da vitória sobre a Bélgica, e, na Copa de 1982, disputada dois anos após seu único título com a seleção germânica. Ao todo, disputou vinte e uma partidas, balançando as redes em seis oportunidades.

### Treinador
Após encerrar sua carreira profissional dentro dos campos, virou treinador. Iniciou no mesmo ano, no comando do Rot-Weiss Essen, que disputava a segunda divisão na época. Após um modesto décimo lugar, acabou saindo. Uma temporada parado, retornou comandando o Wolfsburg, mas permanecendo apenas um temporada novamente. Mais duas temporadas parado e recebeu uma proposta para treinar o austríaco Swarovski Tirol. Pouco tempo depois, estava de volta ao futebol alemão pelo Hansa Rostock, mas por pouco tempo. 
Ainda teve passagens por Dynamo Dresden, Austria Wien novamente da Áustria e Samsunspor, da Turquia. Três anos parado, em 2000, recebeu uma proposta para treinar as categorias de base da Alemanha. Seus primeiros títulos no comando da Alemanha surgiram apenas em 2008, no Campeonato Europeu Sub-19 (quando venceu a Itália na final) e, no ano seguinte, quando conquistou o Campeonato Europeu Sub-21 (batendo na final a Inglaterra por 4 a 0.
No ano de 2016, comandou a seleção alemã nos Jogos Olímpicos RIO 2016, tendo conquistado a medalha de prata após perder para o Brasil na disputa de pênaltis.

## Títulos

### Como jogador
Seleção Alemã
- Eurocopa: 1980

Hamburgo
- Taça dos Campeões Europeus: 1982–83
- Bundesliga: 1978-79,  1981–82 e 1982–83

### Como treinador
Seleção Alemã
- Europeu Sub-19 : 2008
- Europeu Sub-21: 2009